# Pomnik Piwnicy pod Baranami w Krakowie
Pomnik Piwnicy pod Baranami – pomnik w zachodniej części Krakowa, na terenie Woli Justowskiej w Parku Decjusza.
Jest dziełem Bronisława Chromego z roku 2000. Upamiętnia środowisko Piwnicy pod Baranami. Elementem pomnika są głowy 51 artystów "piwnicznych" i osób z nią związanych. Są wśród nich m.in. Piotr Skrzynecki, Janina Garycka, Anna Dymna, Czesław Miłosz, Teresa Stanisławska, Marian Eile, Jerzy Turowicz, Sławomir Mrożek, Andrzej Wajda, Grzegorz Turnau, Jacek Wójcicki, Dorota Terakowska. Taka forma ma nawiązywać do Głów wawelskich.